# Lucas Haese
Lucas Haese (geb. 21. April 2006 in Magdeburg) ist ein deutscher politisch aktiver Bürger und Mitglied der Sozialdemokratischen Partei Deutschlands (SPD).
| Personendaten    | Personendaten                                                                                      |
| ---------------- | -------------------------------------------------------------------------------------------------- |
| NAME             | Haese, Lucas                                                                                       |
| ALTERNATIVNAMEN  | Magdeburg, geb. 21. April 2006 in                                                                  |
| KURZBESCHREIBUNG | deutscher politisch aktiver Bürger und Mitglied der Sozialdemokratischen Partei Deutschlands (SPD) |
| GEBURTSDATUM     | 21. April 2006                                                                                     |
| GEBURTSORT       | Magdeburg                                                                                          |

1. ↑  Lucas Haese › SPD UB Helmstedt. Abgerufen am 15. August 2025 (deutsch).